# 위 베어 베어스: 곰 브라더스의 에피소드 목록
《위 베어 베어스: 곰 브라더스》는 카툰 네트워크에서 방송되는 미국의 텔레비전 애니메이션이다. 대니얼 총이 기획하고 매니 에르난데스가 감독하였으며, 의인화된 곰 삼형제인 그리즐리와 판다, 아이스베어가 샌프란시스코 시민들과 지내며 일어나는 일을 그린 작품이다. 처음 여섯 편은 2015년 7월 마지막 주에 방송되었다. 첫 번째 시즌은 2016년 2월 11일에 끝났고 그달 25일부터 2017년 4월 13일까지 두 번째 시즌, 그달 3일부터 세 번째 시즌이 시작되었다.

## 시리즈 개요
| 시즌 | 시즌   | 회수   | 방송 날짜                                                      | 방송 날짜                                                      |
| 시즌 | 시즌   | 회수   | 시즌 시작                                                      | 시즌 종료                                                      |
| ---- | ------ | ------ | -------------------------------------------------------------- | -------------------------------------------------------------- |
|      | 파일럿 | 파일럿 | 2014년 11월 6일 (KLIK! 축제) 2015년 8월 26일 (영국과 아일랜드) | 2014년 11월 6일 (KLIK! 축제) 2015년 8월 26일 (영국과 아일랜드) |
|      | 1      | 26     | 2015년 7월 27일                                                | 2016년 2월 11일                                                |
|      | 2      | 26     | 2016년 2월 25일                                                | 2017년 4월 13일                                                |
|      | 3      | 44     | 2017년 4월 3일                                                 | 2018년 2월 16일                                                |
|      | 4      | 44     | 2018년 7월 30일                                                | 2019년 5월 27일                                                |

## 에피소드

### 파일럿
| 제목 | 감독                                                                | 각본 및 스토리보드 | 공개 날짜 (KLIK! 축제) | 방송 날짜 (영국과 아일랜드) | 제작 번호 |
| --- | ------------------------------------------------------------------- | ------------------ | ---------------------- | --------------------------- | --------- |
| "We Bare Bears" | 필 린다 (크리에이티브), 수 몬트 (미술), 로버트 알바레즈 (시간 조절) | 대니얼 총          | 2014년 11월 6일        | 2015년 8월 26일             | 100       |
| 그리즐리와 아이스베어는 인터넷에서 만난 애인에게 차인 판다의 마음을 달래기 위해 아이스크림을 먹으러 가자고 제안한다. 목적지로 향하던 그리즐리는 아이들이 생일 파티를 하는 모습을 보며 판다에게 파티에 참여하자고 설득하고, 곰 삼형제는 파티에 초대된 척하며 자리에 끼어 놀지만 아이들의 의심을 받는다. |                                                                     |                    |                        |                             |           |

### 시즌 1 (2015–16)
| 전체 번호 | 시즌 번호 | 제목                                       | 각본 및 스토리보드                                                                                | 스토리                                             | 본 방송 날짜     | 대한민국 방송 날짜 | 제작 번호 | 미국 시청자 수 (100만) |
| --- | --------- | ------------------------------------------ | ------------------------------------------------------------------------------------------------- | -------------------------------------------------- | ---------------- | ------------------ | --------- | ---------------------- |
| 1 | 1         | "사라진 배낭" "Our Stuff"                  | 대니얼 총                                                                                         | (크레디트되지 않음)                                | 2015년 7월 27일  | 2015년 11월 28일   | 1033-003  | 2.05                   |
| 농구 경기 후 배낭을 도난 당한 곰 삼형제는 공원의 한 비둘기에게 받은 도움을 통해 용의자의 집에 잠입하지만 그들이 찾은 배낭은 자신들의 것이 아님을 알게 되고, 경찰에게 체포되기 직전 그 비둘기의 정체를 알게 된다.                                                                                       |           |                                            |                                                                                                   |                                                    |                  |                    |           |                        |
| 2 | 2         | "인터넷 스타" "Viral Video"                | 매들린 샤라피안                                                                                   | 대니얼 총, 매들린 샤라피안                         | 2015년 7월 27일  | 2015년 11월 21일   | 1033-002  | 2.05                   |
| 코알라 놈놈의 인기 동영상에 영감을 받은 곰 형제는 유명해지기 위해 직접 만든 비디오를 업로드하고 인터넷 밈 대회에 참가하지만 탈락한다. 거기서 그리즐리는 놈놈의 리무진에 탑승해 그와 대화를 나눈다. |           |                                            |                                                                                                   |                                                    |                  |                    |           |                        |
| 3 | 3         | "최고의 푸드 트럭" "Food Truck"            | 에이브 어디시, 대니얼 총, 버트 윤                                                                 | 대니얼 총, 테레사 샤오, 매들린 샤라피안            | 2015년 7월 28일  | 2015년 12월 5일    | 1033-009  | 1.88                   |
| 푸드 트럭의 요리에 실망한 뒤 아이스베어의 요리를 맛본 곰 삼형제는 직접 푸드 트럭을 제작한다. 손님이 오지 않자 야생 동물에게 몰래 요리를 판매한 이들은 곧 돈방석에 앉지만 이후 동물들은 손님들을 쫓아내 트럭들을 점거한다.                                                                              |           |                                            |                                                                                                   |                                                    |                  |                    |           |                        |
| 4 | 4         | "클로이" "Chloe"                           | 매들린 샤라피안                                                                                   | 대니얼 총, 매들린 샤라피안                         | 2015년 7월 29일  | 2015년 12월 12일   | 1033-004  | 2.11                   |
| 대학에 다니는 천재아 클로이는 연구의 일환인 프레젠테이션 과제를 위해 곰 형제와 어울리면서 그들의 일거수일투족을 관찰한다. 클로이가 자신의 과제 발표에 필요한 노트북을 두고 가자 그의 과제를 살펴본 곰들은 자신들이 세련되지 못하다고 묘사됨에 강한 부정을 하면서 과제를 자신들의 입맛에 맞게 수정한다. |           |                                            |                                                                                                   |                                                    |                  |                    |           |                        |
| 5 | 5         | "판다의 데이트" "Panda's Date"             | 톰 로, 매들린 샤라피안                                                                            | 대니얼 총, 테레사 샤오, 매들린 샤라피안            | 2015년 7월 30일  | 2015년 12월 19일   | 1033-005  | 1.87                   |
| 파머스 마켓에서 시식을 하다 땅콩 알레르기가 발생한 판다는 근처 상인인 루시의 도움을 받고 그녀를 짝사랑한다. 루시와 가까운 사이가 되려 노력하지만 두 형제에 의해 헛수고가 되자 판다는 루시와의 식사에 두 형제가 오지 못하게 그들을 집에 가둔다.                                                         |           |                                            |                                                                                                   |                                                    |                  |                    |           |                        |
| 6 | 6         | "곰 삼형제의 하루" "Everyday Bears"        | 에이브 어디시, 버트 윤                                                                            | 대니얼 총, 테레사 샤오, 매들린 샤라피안, 버트 윤   | 2015년 7월 31일  | 2015년 12월 26일   | 1033-011  | 1.77                   |
| 곰 형제들은 평소처럼 일상 생활을 하던 중, 판다는 자신의 방에 들어온 쥐를 내쫓으려 하고 아이스베어는 오작동을 하는 개조된 룸바를 제압하려 한다. 그리고 그리즐리는 나무를 타다 가지에 발이 걸려 구조대가 출동한다.                                                                                       |           |                                            |                                                                                                   |                                                    |                  |                    |           |                        |
| 7 | 7         | "내 사랑 부리토" "Burrito"                 | 매니 에르난데스, 매들린 샤라피안, 버트 윤                                                         | 대니얼 총, 테레사 샤오, 매들린 샤라피안            | 2015년 8월 6일   | 2016년 1월 2일     | 1033-006  | 1.65                   |
| 8 | 8         | "자연 속으로" "Primal"                     | 매니 에르난데스, 기예르모 마르티네스                                                              | 대니얼 총, 테레사 샤오, 톰 로, 매들린 샤라피안     | 2015년 8월 13일  | 2016년 1월 9일     | 1033-010  | 1.78                   |
| 9 | 9         | "호랑이 재킷의 비밀" "Jean Jacket"         | 아담 캠벨, 에릭 파벨라, 매니 에르난데스, 매들린 샤라피안                                          | 마이키 헬러                                        | 2015년 8월 20일  | 2016년 1월 16일    | 1033-008  | 1.59                   |
| 10 | 10        | "놈놈의 방문" "Nom Nom"                    | 매니 에르난데스, 톰 로, 매들린 샤라피안                                                           | 대니얼 총, 수지 블체크                             | 2015년 8월 27일  | 2016년 1월 23일    | 1033-012  | 1.49                   |
| 11 | 11        | "조용한 닌자들" "Shush Ninjas"             | 톰 로, 기예르모 마르티네스                                                                        | 대니얼 총, 모니카 패드릭, 스펜서 포터              | 2015년 9월 3일   | 2016년 1월 30일    | 1033-014  | 1.39                   |
| 영화관에서 예의 없는 관객들 때문에 자리를 박차고 나온 곰 형제는 영화관을 위해 닌자처럼 변장해 관객들을 조용히 시킨다. |           |                                            |                                                                                                   |                                                    |                  |                    |           |                        |
| 12 | 12        | "친구 만들기 대작전" "My Clique"           | 기예르모 마르티네스, 카일러 스피어스, 버트 윤                                                     | 대니얼 총, 모니카 패드릭                           | 2015년 9월 10일  | 2016년 2월 6일     | 1033-016  | 1.53                   |
| 13 | 13        | "특별한 손님, 찰리" "Charlie"              | 톰 로, 매들린 샤라피안                                                                            | 대니얼 총, 테레사 샤오, 톰 로, 매들린 샤라피안     | 2015년 9월 17일  | 2016년 2월 13일    | 1033-007  | 1.43                   |
| 14 | 14        | "꼭대기 자리" "Brother Up"                 | 톰 로, 매니 에르난데스, 기예르모 마르티네스, 로렌 사센, 매들린 샤라피안, 카일러 스피어스, 버트 윤 | 대니얼 총, 마이키 헬러, 매니 헐난데스, 스펜서 포터 | 2015년 10월 12일 | 2016년 2월 20일    | 1033-020  | 1.22                   |
| 15 | 15        | "동굴을 지켜라" "Occupy Bears"             | 매니 에르난데스, 톰 로, 로렌 사센, 버트 윤                                                        | 스펜서 포터                                        | 2015년 10월 13일 | 2016년 2월 27일    | 1033-025  | 1.03                   |
| 16 | 16        | "판다의 재채기" "Panda's Sneeze"           | 기예르모 마르티네스, 매들린 샤라피안, 카일러 스피어스, 버트 윤                                    | 마이키 헬러, 스펜서 포터                           | 2015년 10월 14일 | 2016년 3월 5일     | 1033-013  | 1.22                   |
| 17 | 17        | "길 위의 곰 삼형제" "The Road"             | 매들린 샤라피안, 카일러 스피어스                                                                  | 대니얼 총, 수지 블체크                             | 2015년 10월 15일 | 2016년 3월 12일    | 1033-013  | 1.59                   |
| 18 | 18        | "비상사태" "Emergency"                     | 매니 에르난데스, 기예르모 마르티네스, 매들린 샤라피안                                             | 마이키 헬러, 스펜서 포터, 루이 종                  | 2015년 10월 16일 | 2016년 3월 19일    | 1033-017  | 1.39                   |
| 그리즐리와 판다가 데려온 게에게 귀가 물린 아이스베어는 병원으로 가야 한다. |           |                                            |                                                                                                   |                                                    |                  |                    |           |                        |
| 19 | 19        | "에코백의 인생" "Tote Life"                | 매니 에르난데스, 톰 로, 로렌 사센, 버트 윤                                                        | 마이키 헬러, 스펜서 포터                           | 2015년 11월 2일  | 2016년 3월 26일    | 1033-021  | 1.51                   |
| 20 | 20        | "찰리와 뱀" "Charlie and the Snake"        | 매들린 샤라피안, 카일러 스피어스                                                                  | 마이키 헬러, 스펜서 포터                           | 2015년 11월 3일  | 2016년 4월 2일     | 1033-001  | 1.66                   |
| 21 | 21        | "영상 데이트" "Video Date"                 | 톰 로, 기예르모 마르티네스, 버트 윤                                                               | 마이키 헬러, 스펜서 포터                           | 2015년 11월 4일  | 2016년 4월 9일     | 1033-022  | 1.46                   |
| 22 | 22        | "애완동물 가게" "Pet Shop"                 | 베라 브로스골, 톰 로, Julian Narino, 로렌 사센, 카일러 스피어스                                   | 대니얼 총, 마이키 헬러, 스펜서 포터                | 2015년 11월 5일  | 2016년 4월 23일    | 1033-015  | 1.52                   |
| 23 | 23        | "클로이와 아이스베어" "Chloe and Ice Bear" | 로렌 사센 매들린 샤라피안                                                                         | 대니 더커, 마이키 헬러, 스펜서 포터, 샬린 이       | 2015년 11월 6일  | 2016년 4월 16일    | 1033-023  | 1.56                   |
| 24 | 24        | "컵케이크 일자리" "Cupcake Job"            | 대니 더커, 매니 에르난데스, 기예르모 마르티네스, 로렌 사센, 버트 윤, 루이 종                      | 마이키 헬러, 스펜서 포터                           | 2015년 11월 12일 | 2016년 4월 30일    | 1033-018  | 1.63                   |
| 25 | 25        | "겨울잠" "Hibernation"                     | 로렌 사센 매들린 샤라피안                                                                         | 매들린 샤라피안                                    | 2015년 11월 19일 | 2016년 5월 7일     | 1033-024  | 1.54                   |
| 26 | 26        | "찰리 볼" "Charlie Ball"                   | 로렌 사센                                                                                         | 마이키 헬러, 스펜서 포터, 시온 타케우치            | 2016년 2월 11일  | 2016년 11월 7일    | 1033-026  | 1.28                   |

### 시즌 2 (2016–17)
| 전체 번호 | 시즌 번호 | 제목                                                    | 각본 및 스토리보드                               | 스토리                                                  | 본 방송 날짜     | 대한민국 방송 날짜 | 제작 번호 | 미국 시청자 수 (100만) |
| --- | --------- | ------------------------------------------------------- | ------------------------------------------------ | ------------------------------------------------------- | ---------------- | ------------------ | --------- | ---------------------- |
| 27 | 1         | "벼룩시장" "Yard Sale"                                  | 아담 캠벨, 카일러 스피어스                       | 마이키 헬러, 스펜서 포터                                | 2016년 2월 25일  | 2016년 11월 8일    | 추후 공개 | 1.28                   |
| 28 | 2         | "폭풍우 치는 밤" "Slumber Party"                        | 로렌 사센, 버트 윤                               | 마이키 헬러, 스펜서 포터                                | 2016년 3월 3일   | 2016년 11월 9일    | 추후 공개 | 1.20                   |
| 29 | 3         | "해독 프로그램" "Bear Cleanse"                          | 톰 로, 기예르모 마르티네스                       | 마이키 헬러, 스펜서 포터, 몰리 프래더, 버트 윤          | 2016년 3월 10일  | 2016년 11월 10일   | 추후 공개 | 1.30                   |
| 30 | 4         | "놈놈의 수행원" "Nom Nom's Entourage"                   | 아담 캠벨, 카일러 스피어스, 루이 종              | 마이키 헬러, 스펜서 포터, 몰리 프래더                   | 2016년 3월 17일  | 2016년 11월 14일   | 추후 공개 | 1.20                   |
| 31 | 5         | "삼림 경비원 타베스" "Ranger Tabes"                     | 매들린 샤라피안, 카일러 스피어스                 | 대니 더커, 마이키 헬러, 에디 패터슨, 스펜서 포터        | 2016년 3월 31일  | 2016년 11월 15일   | 1039-033  | 1.20                   |
| 주문한 택배가 오지 않자 곰 삼형제는 정의에 대한 깊은 사명감을 가진 삼림 경비원인 타베스에게 도움을 요청한다. |           |                                                         |                                                  |                                                         |                  |                    |           |                        |
| 32 | 6         | "자기만의 방" "Rooms"                                   | 톰 로, 기예르모 마르티네스, 버트 윤              | 마이키 헬러, 스펜서 포터                                | 2016년 4월 21일  | 2016년 11월 16일   | 추후 공개 | 1.30                   |
| 33 | 7         | "아이스베어의 가출" "Losing Ice"                        | 기예르모 마르티네스, 버트 윤, 루이 종            | 마이키 헬러, 스펜서 포터                                | 2016년 4월 28일  | 2016년 11월 17일   | 추후 공개 | 1.40                   |
| 34 | 8         | "내 사랑 휴대전화" "Cellie"                             | 톰 로, 로렌 사센                                 | 마이키 헬러, 스펜서 포터, 시온 타케우치                 | 2016년 5월 5일   | 2016년 11월 21일   | 추후 공개 | 1.20                   |
| 35 | 9         | "삼형제의 패션" "Fashion Bears"                         | 크리스티나 창, 카일러 스피어스, 버트 윤          | 마이키 헬러, 스펜서 포터, 시온 타케우치                 | 2016년 8월 1일   | 2016년 11월 22일   | 추후 공개 | 1.23                   |
| 36 | 10        | "섬에서 생긴 일" "The Island"                           | 로렌 사센, 루이 종                               | 마이키 헬러, 트레버 히메네즈, 스펜서 포터               | 2016년 8월 2일   | 2016년 11월 23일   | 추후 공개 | 1.22                   |
| 37 | 11        | "곰 독감" "Bear Flu"                                    | 크리스티나 창, 기예르모 마르티네스               | 마이키 헬러, 스펜서 포터                                | 2016년 8월 3일   | 2016년 11월 24일   | 추후 공개 | 1.28                   |
| 38 | 12        | "닭고기와 와플" "Chicken and Waffles"                   | 크리스티나 창, 톰 로                             | 마이키 헬러, 스펜서 포터                                | 2016년 8월 4일   | 2016년 11월 28일   | 추후 공개 | 1.05                   |
| 39 | 13        | "오디션" "The Audition"                                 | 대니 더커, 기예르모 마르티네스, 버트 윤          | 마이키 헬러, 스펜서 포터                                | 2016년 8월 5일   | 2016년 11월 29일   | 1039-045  | 1.10                   |
| 4041 | 1415      | "꼬깨꼬깨의 추억" "Captain Craboo"                      | 로렌 사센, 버트 윤, 카일러 스피어스, 루이 종     | 대니 더커, 마이키 헬러, 스펜서 포터, 로렌 사센, 루이 종 | 2016년 9월 5일   | 2016년 12월 14일   | 추후 공개 | 1.18                   |
| 42 | 16        | "아기 곰 삼 형제, 비행기 타다!" "Baby Bears on a Plane" | 톰 로, 로렌 사센, 루이 종                        | 마이키 헬러, 스펜서 포터, 로렌 사센                     | 2016년 10월 6일  | 2016년 12월 13일   | 추후 공개 | 1.03                   |
| 43 | 17        | "유리와 아이스베어" "Yuri and the Bear"                 | 로렌 사센                                        | 마이키 헬러, 트레버 히메네즈, 스펜서 포터, 로렌 사센    | 2016년 10월 13일 | 2016년 11월 30일   | 추후 공개 | 1.04                   |
| 44 | 18        | "차디찬 밤" "Icy Nights"                                | 로렌 사센, 카일러 스피어스                       | 마이키 헬러, 스펜서 포터, 로렌 사센                     | 2016년 10월 20일 | 2016년 12월 1일    | 추후 공개 | 1.08                   |
| 45 | 19        | "모두 튜브" "Everyone's Tube"                           | 대니 더커, 로렌 사센, 루이 종                    | 마이키 헬러, 스펜서 포터, 로렌 사센                     | 2016년 10월 27일 | 2016년 12월 12일   | 추후 공개 | 1.01                   |
| 46 | 20        | "신비로운 생명체" "Creature Mysteries"                  | 크리스티나 창, 톰 로                             | 마이키 헬러, 스펜서 포터, 로렌 사센                     | 2016년 11월 3일  | 2016년 12월 5일    | 추후 공개 | 1.04                   |
| 47 | 21        | "도서관에서 생긴 일" "The Library"                      | 크리스티나 창, 카일러 스피어스, 루이 종          | 대니 더커, 마이키 헬러, 스펜서 포터, 로렌 사센          | 2016년 11월 10일 | 2016년 12월 6일    | 추후 공개 | 1.09                   |
| 48 | 22        | "그리즐리가 도와줄게요" "Grizz Helps"                   | 매들린 샤라피안, 루이 종                         | 마이키 헬러, 스펜서 포터, 로렌 사센                     | 2016년 11월 17일 | 2016년 12월 7일    | 추후 공개 | 1.05                   |
| 49 | 23        | "크리스마스 파티" "Christmas Parties"                   | 크리스티나 창, 카일러 스피어스, 버트 윤, 루이 종 | 마이키 헬러, 스펜서 포터, 로렌 사센                     | 2016년 12월 1일  | 2016년 12월 25일   | 추후 공개 | 1.13                   |
| 50 | 24        | "지하철" "Subway"                                       | 크리스티나 창, 톰 로                             | 마이키 헬러, Kristi Korzec, 로렌 사센                   | 2017년 4월 4일   | 2017년 4월 7일     | 추후 공개 | 1.13                   |
| 51 | 25        | "판다의 친구" "Panda's Friend"                          | 톰 로, 버트 윤                                   | 마이키 헬러, 트레버 히메네즈, 스펜서 포터, 로렌 사센    | 2017년 4월 6일   | 2016년 12월 8일    | 추후 공개 | 정보 없음              |
| 52 | 26        | "이웃" "Neighbors"                                      | 카일러 스피어스, 버트 윤                         | 대니 젠드론, 마이키 헬러, Kristi Korzec, 로렌 사센      | 2017년 4월 11일  | 2017년 4월 21일    | 추후 공개 | 정보 없음              |

### 시즌 3 (2017–18)
| 전체 번호 | 시즌 번호 | 제목                                        | 각본 및 스토리보드             | 스토리                                                   | 본 방송 날짜     | 대한민국 방송 날짜                                 | 미국 시청자 수 (100만) |
| --- | --------- | ------------------------------------------- | ------------------------------ | -------------------------------------------------------- | ---------------- | -------------------------------------------------- | ---------------------- |
| 53 | 1         | "영화 그리즐리" "Grizzly the Movie"         | 카일러 스피어스, 버트 윤       | 마이키 헬러, 로렌 사센                                   | 2017년 4월 3일   | 2017년 7월 14일                                    | 정보 없음              |
| 54 | 2         | "분노 조절" "Anger Management"              | 크리스티나 창, 톰 로           | 마이키 헬러, 크리스티 코르젝, 로렌 사센                  | 2017년 4월 5일   | 2017년 8월 4일                                     | 정보 없음              |
| 55 | 3         | "백 달러" "$100"                            | 크리스티나 창, 톰 로           | 마이키 헬러, 크리스티 코르젝, 스펜서 포터, 로렌 사센     | 2017년 4월 10일  | 2018년 5월 24일 (극장) 2018년 8월 10일 (텔레비전)  | 정보 없음              |
| 56 | 4         | "램프윅 교수님" "Professor Lampwick"        | 루이 종                        | 마이키 헬러, 크리스티 코르젝, 로렌 사센                  | 2017년 4월 12일  | 2017년 7월 7일                                     | 0.94                   |
| 램프윅 교수의 실습 시험에 떨어질 위기에 처한 클로이를 위해 곰 삼형제는 그 교수를 납치한다. 목소리 특별 출연: 램프윅 교수 역의 맬컴 맥도웰 |           |                                             |                                |                                                          |                  |                                                    |                        |
| 57 | 5         | "랄프" "Ralph"                              | 로렌 사센, 루이 종             | 마이키 헬러, 로렌 사센                                   | 2017년 4월 13일  | 2017년 4월 14일                                    | 정보 없음              |
| 58 | 6         | "곰들의 행성" "Planet Bears"                | 기예르모 마르티네스            | 마이키 헬러, 크리스티 코르젝, 로렌 사센                  | 2017년 4월 10일  | 2017년 11월 24일                                   | 정보 없음              |
| 59 | 7         | "커피 동굴" "Coffee Cave"                   | 카일러 스피어스, 버트 윤       | 마이키 헬러, 크리스티 코르젝, 로렌 사센                  | 2017년 4월 18일  | 2017년 7월 28일                                    | 정보 없음              |
| 60 | 8         | "찰리의 발" "Charlie's Big Foot"            | 로렌 사센, 루이 종             | 마이키 헬러, 크리스티 코르젝, 로렌 사센                  | 2017년 4월 19일  | 2017년 7월 21일                                    | 정보 없음              |
| 61 | 9         | "이웃집 악마" "The Demon"                   | 카일러 스피어스, 버트 윤       | 마이키 헬러, 크리스티 코르젝                             | 2017년 4월 20일  | 2017년 11월 17일                                   | 정보 없음              |
| 62 | 10        | "판다의 작품" "Panda's Art"                 | 크리스티나 창                  | 마이키 헬러, 크리스티 코르젝, 로렌 사센, 매들린 샤라피안 | 2017년 4월 24일  | 2017년 12월 15일                                   | 정보 없음              |
| 63 | 11        | "뽀삐 경비대" "Poppy Rangers"               | 로렌 사센, 루이 종             | 마이키 헬러, 크리스티 코르젝                             | 2017년 4월 25일  | 2017년 12월 1일                                    | 정보 없음              |
| 64 | 12        | "루시의 남동생" "Lucy's Brother"            | 로렌 사센                      | 마이키 헬러, 크리스티 코르젝, 로렌 사센                  | 2017년 4월 26일  | 2017년 4월 28일                                    | 정보 없음              |
| 65 | 13        | "유원지에서 생긴 일" "The Fair"             | 이상엽, 루이 종                | 크리스티나 창, 마이키 헬러, 크리스티 코르젝, 사라 소볼   | 2017년 8월 7일   | 2017년 8월 24일 (극장) 2017년 10월 31일 (텔레비전) | 정보 없음              |
| 66 | 14        | "찰리의 호수" "Private Lake"                | 크리스티나 창, 톰 로           | 마이키 헬러, 크리스티 코르젝                             | 2017년 8월 8일   | 2017년 8월 24일 (극장) 2017년 10월 31일 (텔레비전) | 정보 없음              |
| 67 | 15        | "타베스와 점심을" "Lunch with Tabes"        | 로렌 사센, 사라 소볼           | 마이키 헬러, 크리스티 코르젝                             | 2017년 8월 9일   | 2017년 8월 24일 (극장) 2017년 10월 31일 (텔레비전) | 정보 없음              |
| 68 | 16        | "자동차 여행" "Road Trip"                   | 카일러 스피어스, 버트 윤       | 마이키 헬러, 크리스티 코르젝, 로렌 사센                  | 2017년 8월 10일  | 2017년 8월 24일 (극장) 2017년 10월 31일 (텔레비전) | 정보 없음              |
| 69 | 17        | "여름의 사랑" "Summer Love"                 | 크리스티나 창, 톰 로           | 마이키 헬러, 크리스티 코르젝                             | 2017년 8월 11일  | 2017년 8월 24일 (극장) 2017년 10월 31일 (텔레비전) | 정보 없음              |
| 70 | 18        | "아기 고양이" "The Kitty"                   | 이상엽, 기예르모 마르티네스    | 마이키 헬러, 크리스티 코르젝                             | 2017년 9월 1일   | 2018년 6월 15일                                    | 정보 없음              |
| 71 | 19        | "크로바 존스" "Crowbar Jones"               | 기예르모 마르티네스, 로렌 사센 | 대니 젠드론, 마이키 헬러, 크리스티 코르젝                | 2017년 9월 1일   | 2017년 11월 10일                                   | 정보 없음              |
| 72 | 20        | "카일" "Kyle"                               | 카일러 스피어스, 버트 윤       | 마이키 헬러, 크리스티 코르젝                             | 2017년 9월 8일   | 2017년 12월 8일                                    | 정보 없음              |
| 73 | 21        | "돌아와요, 타베스" "Citizen Tabes"          | 이상엽, 루이 종                | 마이키 헬러, 크리스티 코르젝                             | 2017년 9월 15일  | 2018년 6월 8일                                     | 정보 없음              |
| 74 | 22        | "댄스 수업" "Dance Lessons"                 | 이상엽, 루이 종                | 마이키 헬러, 크리스티 코르젝                             | 2017년 9월 22일  | 2018년 3월 6일                                     | 정보 없음              |
| 75 | 23        | "차디찬 밤 2" "Icy Nights II"               | 로렌 사센                      | 마이키 헬러, 크리스티 코르젝, 로렌 사센                  | 2017년 9월 29일  | 2017년 12월 22일                                   | 정보 없음              |
| 76 | 24        | "개 호텔" "Dog Hotel"                       | 크리스티나 창, 톰 로           | 마이키 헬러, 크리스티 코르젝                             | 2017년 10월 6일  | 2018년 3월 5일                                     | 정보 없음              |
| 77 | 25        | "곰 자동차" "Bear Lift"                     | 로렌 사센, 사라 소볼           | 마이키 헬러, 크리스티 코르젝                             | 2017년 10월 13일 | 2018년 3월 20일                                    | 정보 없음              |
| 78 | 26        | "놈놈 쇼" "The Nom Nom Show"                | 크리스티나 창, 톰 로           | 마이키 헬러, 크리스티 코르젝                             | 2017년 10월 13일 | 2018년 3월 19일                                    | 정보 없음              |
| 79 | 27        | "얼음 동굴" "Ice Cave"                      | 카일러 스피어스, 버트 윤       | 마이키 헬러, 크리스티 코르젝                             | 2017년 10월 20일 | 2018년 3월 13일                                    | 정보 없음              |
| 80 | 28        | "찜질방 가는 날" "Spa Day"                  | 카일러 스피어스, 버트 윤       | 마이키 헬러, 크리스티 코르젝                             | 2017년 10월 20일 | 2018년 3월 26일                                    | 정보 없음              |
| 81 | 29        | "찰리의 핼러윈" "Charlie's Halloween Thing" | 카일러 스피어스, 버트 윤       | 마이키 헬러, 크리스티 코르젝                             | 2017년 10월 27일 | 2017년 10월 31일                                   | 정보 없음              |
| 82 | 30        | "토끼들" "Bunnies"                          | 크리스티나 창, 톰 로           | 마이키 헬러, 크리스티 코르젝, 루이 종                    | 2017년 11월 3일  | 2018년 5월 24일 (극장) 2018년 8월 10일 (텔레비전)  | 정보 없음              |
| 83 | 31        | "비둘기" "Pigeons"                          | 이상엽, 루이 종                | 마이키 헬러, 크리스티 코르젝                             | 2017년 11월 3일  | 2018년 4월 3일                                     | 정보 없음              |
| 84 | 32        | "2번 판다" "Panda 2"                        | 로렌 사센, 사라 소볼           | 마이키 헬러, 크리스티 코르젝                             | 2017년 11월 10일 | 2018년 5월 24일 (극장) 2018년 8월 10일 (텔레비전)  | 정보 없음              |
| 85 | 33        | "급류 타기" "Tubin'"                        | 카일러 스피어스, 버트 윤       | 마이키 헬러, 크리스티 코르젝                             | 2017년 11월 10일 | 2018년 3월 27일                                    | 정보 없음              |
| 86 | 34        | "레이저 로열" "Lazer Royale"                | 크리스티나 창, 톰 로           | 마이키 헬러, 크리스티 코르젝                             | 2017년 11월 17일 | 2018년 5월 24일 (극장) 2018년 8월 10일 (텔레비전)  | 정보 없음              |
| 87 | 35        | "킥볼 경기" "Ranger Games"                  | 로렌 사센, 사라 볼             | 마이키 헬러, 크리스티 코르젝                             | 2017년 11월 17일 | 2018년 4월 2일                                     | 정보 없음              |
| 88 | 36        | "완벽한 나무" "The Perfect Tree"            | 로렌 사센, 사라 볼             | 마이키 헬러, 크리스티 코르젝                             | 2017년 12월 1일  | 2018년 12월 25일                                   | 정보 없음              |
| 89 | 37        | "베어즈 투 멘" "Bearz II Men"               | 이상엽, 루이 종                | 마이키 헬러, 크리스티 코르젝, 브랜슨 리스                | 2018년 1월 5일   | 2018년 5월 24일 (극장) 2018년 8월 10일 (텔레비전)  | 정보 없음              |
| 90 | 38        | "형제 대결" "Bro Brawl"                     | 찰리 파리시, 사라 소볼         | 켈시 애보트, 마이키 헬러                                 | 2018년 1월 5일   | 2018년 6월 22일                                    | 정보 없음              |
| 91 | 39        | "허리케인 할" "Hurricane Hal"               | 이상엽, 루이 종                | 마이키 헬러, 크리스티 코르젝                             | 2018년 1월 12일  | 2018년 4월 9일                                     | 정보 없음              |
| 92 | 40        | "휴가" "Vacation"                           | 카일러 스피어스, 버트 윤       | 마이키 헬러, 크리스티 코르젝, 브랜슨 리스                | 2018년 1월 19일  | 2018년 6월 29일                                    | 정보 없음              |
| 93 | 41        | "벌집" "Beehive"                            | 크리스티나 창, 톰 로           | 마이키 헬러, 크리스티 코르젝                             | 2018년 1월 26일  | 2018년 3월 12일                                    | 정보 없음              |
| 94 | 42        | "공원에서 생긴 일" "The Park"               | 카일러 스피어스, 버트 윤       | 마이키 헬러, 크리스티 코르젝                             | 2018년 2월 2일   | 2018년 4월 10일                                    | 정보 없음              |
| 95 | 43        | "나는 아이스베어다" "I Am Ice Bear"         | 이상엽, 사라 소볼              | 마이키 헬러, 크리스티 코르젝                             | 2018년 2월 9일   | 2018년 7월 6일                                     | 정보 없음              |
| 96 | 44        | "아기 곰들의 점프" "Baby Bears Can't Jump"  | 이상엽, 루이 종                | 마이키 헬러, 크리스티 코르젝                             | 2018년 2월 16일  | 2018년 5월 24일 (극장) 2018년 8월 10일 (텔레비전)  | 정보 없음              |

### 시즌 4 (2018–19)
| 전체 번호 | 시즌 번호 | 제목                                            | 각본 및 스토리보드                        | 스토리                                            | 본 방송 날짜     | 대한민국 방송 날짜 | 미국 시청자 수 (100만) |
| --------- | --------- | ----------------------------------------------- | ----------------------------------------- | ------------------------------------------------- | ---------------- | ------------------ | ---------------------- |
| 97        | 1         | "낚시" "Go Fish"                                | 크리스티나 창, 로렌 사센                  | 마이키 헬러, 크리스티 코르젝                      | 2018년 7월 30일  | 2018년 10월 16일   | 0.35                   |
| 98        | 2         | "선생님의 귀염둥이" "Teacher's Pet"             | 이상엽, 찰리 파리시                       | 대니 더커, 마이키 헬러, 크리스티 코르젝           | 2018년 7월 30일  | 2018년 10월 11일   | 0.40                   |
| 99        | 3         | "구그스" "Googs"                                | 사라 소볼, 루이 종                        | 마이키 헬러                                       | 2018년 7월 30일  | 2018년 10월 15일   | 0.50                   |
| 100       | 4         | "신문 배달" "Paperboyz"                         | 루이 종                                   | 마이키 헬러, 크리스티 코르젝                      | 2018년 7월 30일  | 2018년 10월 23일   | 0.65                   |
| 101       | 5         | "곰 수사대" "Bear Squad"                        | 이상엽, 찰리 파리시                       | 마이키 헬러                                       | 2018년 7월 30일  | 2018년 10월 22일   | 0.77                   |
| 102       | 6         | "아기 오징어" "Lil' Squid"                      | 크리스티나 창, 톰 로                      | 마이키 헬러                                       | 2018년 7월 30일  | 2018년 10월 2일    | 0.71                   |
| 103       | 7         | "집사 로봇" "I, Butler"                         | 찰리 파리시, 사라 소볼                    | 마이키 헬러, 크리스티 코르젝                      | 2018년 7월 30일  | 2018년 10월 1일    | 0.65                   |
| 104       | 8         | "가족 문제" "Family Troubles"                   | 찰리 파리시, 사라 소볼                    | 마이키 헬러, 크리스티 코르젝, Kris Mukai          | 2018년 7월 30일  | 2018년 10월 10일   | 0.56                   |
| 105       | 9         | "들러리" "Best Bears"                           | 기예르모 마르티네스                       | 마이키 헬러                                       | 2018년 8월 6일   | 2018년 10월 17일   | 0.50                   |
| 106       | 10        | "크로바 존스: 그 기원" "Crowbar Jones: Origins" | 기예르모 마르티네스                       | 마이키 헬러                                       | 2018년 8월 7일   | 2018년 9월 28일    | 0.54                   |
| 107       | 11        | "핫 소스" "Hot Sauce"                           | Tara Helfer, 로렌 사센                    | 마이키 헬러, Minty Lewis                          | 2018년 8월 8일   | 2018년 10월 30일   | 0.56                   |
| 108       | 12        | "엄마앱" "Mom App"                              | 크리스티나 창, 사라 소볼                  | 마이키 헬러                                       | 2018년 8월 9일   | 2018년 10월 29일   | 0.43                   |
| 109       | 13        | "리무진" "The Limo"                             | 크리스티나 창, 기예르모 마르티네스        | 마이키 헬러, 크리스티 코르젝                      | 2018년 8월 10일  | 2018년 9월 17일    | 0.48                   |
| 110       | 14        | "모두 튜브 2" "More Everyone's Tube"            | 이상엽, 루이 종                           | 마이키 헬러, 크리스티 코르젝                      | 2018년 8월 13일  | 2018년 9월 10일    | 0.41                   |
| 111       | 15        | "빈 박사" "Money Man"                           | 카일러 스피어스, 버트 윤                  | 마이키 헬러, 크리스티 코르젝                      | 2018년 8월 14일  | 2018년 9월 27일    | 0.49                   |
| 112       | 16        | "구조 경비대" "Rescue Ranger"                   | 카일러 스피어스, 버트 윤                  | 마이키 헬러, 크리스티 코르젝                      | 2018년 8월 15일  | 2018년 9월 18일    | 0.49                   |
| 113       | 17        | "엘 오소" "El Oso"                              | 로렌 사센                                 | 마이키 헬러, 크리스티 코르젝, 로렌 사센           | 2018년 8월 16일  | 2018년 9월 11일    | 0.53                   |
| 114115    | 1819      | "찰리의 핼러윈 2" "Charlie's Halloween Thing 2" | 이상엽, 사라 소볼, 찰리 파리시, 루이 종   | 마이키 헬러, 크리스티 코르젝, 이상엽, 브랜슨 리스 | 2018년 10월 19일 | 2018년 10월 31일   | 0.63                   |
| 116       | 20        | "에스깐달로쏘스" "Escandalosos"                 | 기예르모 마르티네스                       | 마이키 헬러                                       | 2018년 11월 5일  | 2021년 1월 25일    | 0.67                   |
| 117       | 21        | "피자 밴드" "Pizza Band"                        | 사라 소볼, 루이 종                        | 마이키 헬러, Kris Mukai                           | 2018년 11월 6일  | 2021년 2월 2일     | 0.60                   |
| 118       | 22        | "입양" "Adopted"                                | Katie Mitroff, 찰리 파리시, 이상엽        | 마이키 헬러, Kris Mukai                           | 2018년 11월 7일  | 2021년 2월 1일     | 0.57                   |
| 119       | 23        | "중매" "Wingmen"                                | 크리스티나 창, Hanna Cho                  | 마이키 헬러, Kris Mukai                           | 2018년 11월 8일  | 2021년 2월 3일     | 0.59                   |
| 120       | 24        | "교정기" "Braces"                               | 이상엽, 찰리 파리시                       | 마이키 헬러, Kris Mukai                           | 2018년 11월 9일  | 2019년 7월 2일     | 0.58                   |
| 121       | 25        | "크리스마스 영화" "Christmas Movies"            | 크리스티나 창, Hanna Cho                  | 마이키 헬러                                       | 2018년 12월 17일 | 2019년 12월 25일   | 0.51                   |
| 122       | 26        | "상상 속의 친구" "Imaginary Friend"             | 기예르모 마르티네스                       | 마이키 헬러, Kris Mukai                           | 2019년 1월 28일  | 2019년 7월 1일     | 0.41                   |
| 123       | 27        | "쇼핑몰" "The Mall"                             | 이상엽, 찰리 파리시                       | 마이키 헬러                                       | 2019년 2월 4일   | 2019년 6월 24일    | 0.63                   |
| 124       | 28        | "땅굴" "Tunnels"                                | 크리스티나 창, Yvonne Hsuan Ho, 로렌 사센 | 마이키 헬러, Kris Mukai                           | 2019년 2월 11일  | 2019년 7월 8일     | 0.51                   |
| 125       | 29        | "라면" "Ramen"                                  | 크리스티나 창, Yvonne Hsuan Ho            | 마이키 헬러, Kris Mukai                           | 2019년 2월 18일  | 2019년 7월 22일    | 0.64                   |
| 126       | 30        | "헬스클럽" "The Gym"                            | 이상엽, 찰리 파리시                       | 마이키 헬러, Kris Mukai                           | 2019년 2월 25일  | 2019년 6월 25일    | 0.53                   |
| 127       | 31        | "버블" "Bubble"                                 | 사라 소볼, 루이 종                        | 마이키 헬러, Kris Mukai                           | 2019년 3월 4일   | 2019년 7월 9일     | 0.55                   |
| 128       | 32        | "닌자 아기 곰 삼형제" "Baby Orphan Ninja Bears" | 이상엽, 찰리 파리시                       | 마이키 헬러, Kris Mukai, 찰리 파리시              | 2019년 3월 11일  | 2019년 7월 23일    | 0.54                   |
| 129       | 33        | "불이야!" "Fire!"                               | 사라 소볼, 루이 종                        | 마이키 헬러, Kris Mukai                           | 2019년 3월 18일  | 2019년 7월 15일    | 0.43                   |
| 130       | 34        | "삼림 경비원 놈" "Ranger Norm"                  | 사라 소볼, 루이 종                        | 마이키 헬러, Kris Mukai                           | 2019년 3월 18일  | 2020년 1월 30일    | 0.43                   |
| 131       | 35        | "슈모비" "Shmorby"                              | 사라 소볼, 루이 종                        | 마이키 헬러, Kris Mukai, 루이 종                  | 2019년 3월 25일  | 2020년 2월 13일    | 0.52                   |
| 132       | 36        | "아기 뱀들" "Snake Babies"                      | 대니 더커, 로렌 사센                      | 마이키 헬러, 크리스티 코르젝                      | 2019년 3월 25일  | 2019년 7월 16일    | 0.52                   |
| 133       | 37        | "모래성" "Sandcastle"                           | 크리스티나 창, Quinne Larsen              | 마이키 헬러, Kris Mukai                           | 2019년 4월 1일   | 2020년 2월 7일     | 0.52                   |
| 134       | 38        | "도시의 형제들" "Bros in the City"              | 찰리 파리시, 사라 소볼                    | 마이키 헬러, Kris Mukai, 사라 소볼                | 2019년 4월 1일   | 2020년 2월 14일    | 0.52                   |
| 135       | 39        | "사촌 존" "Cousin Jon"                          | Hanna Cho                                 | 마이키 헬러, Kris Mukai                           | 2019년 4월 1일   | 2020년 1월 24일    | 0.53                   |
| 136       | 40        | "뽀삐들의 제왕" "Lord of the Poppies"           | Yvonne Hsuan Ho, 이상엽                   | 마이키 헬러, Kris Mukai                           | 2019년 4월 1일   | 2020년 2월 6일     | 0.53                   |
| 137       | 41        | "미라의 저주" "The Mummy's Curse"               | Yvonne Hsuan Ho, 이상엽                   | 마이키 헬러, Kris Mukai                           | 2019년 4월 29일  | 2020년 1월 31일    | 0.45                   |
| 138       | 42        | "이단아들" "Band of Outsiders"                  | Quinne Larsen, 로렌 사센                  | 대니얼 총, 마이키 헬러, Kris Mukai                | 2019년 5월 6일   | 2020년 2월 20일    | 0.48                   |
| 139       | 43        | "타베스와 찰리" "Tabes & Charlie"               | 크리스티나 창, 루이 종                    | 마이키 헬러, 크리스티 코르젝, Kris Mukai          | 2019년 5월 13일  | 2020년 1월 23일    | 0.48                   |
| 140       | 44        | "판다의 생일" "Panda's Birthday"                | 이상엽, 찰리 파리시                       | 마이키 헬러, Kris Mukai                           | 2019년 5월 27일  | 2019년 7월 29일    | 0.45                   |

## 단편

### 2015년
| 번호 | 제목                                     | 각본 및 스토리보드     | 본 공개 날짜    | 대한민국 방송 날짜 |
| ---- | ---------------------------------------- | ---------------------- | --------------- | ------------------ |
| 1    | "진공 청소기" "Bear Cleaning"            | 기예르모 마르티네스    | 2015년 7월 6일  | 2016년 5월 14일    |
| 2    | "놈놈 vs 햄스터" "Nom Nom vs. Hamster"   | 버트 윤                | 2015년 8월 3일  | 2016년 5월 14일    |
| 3    | "판다의 꿈" "Panda's Dream"              | 톰 로, 매들린 샤라피안 | 2015년 9월 1일  | 2016년 5월 14일    |
| 4    | "통나무 어드벤처" "Log Ride"             | 톰 로                  | 2015년 11월 2일 | 2016년 5월 14일    |
| 5    | "잘 자, 아이스베어" "Goodnight Ice Bear" | 매들린 샤라피안        | 2015년 12월 1일 | 2016년 5월 14일    |

### 2016년
| 번호 | 제목                                                | 각본 및 스토리보드 | 본 방송 날짜    | 대한민국 공개 날짜 |
| ---- | --------------------------------------------------- | ------------------ | --------------- | ------------------ |
| 1    | "결정적인 순간" "Potty Time"                        | 톰 로              | 2016년 6월 30일 | 2018년 12월 3일    |
| 2    | "판다의 프로필 사진" "Panda's Profile Pic"          | 마이키 헬러        | 2016년 6월 30일 | 2018년 12월 3일    |
| 3    | "도전! 최고의 영웅" "Grizz: Ultimate Hero Champion" | 대니 더커          | 2016년 6월 30일 | 2018년 12월 4일    |
| 4    | "달콤한 잠 속으로" "Dreamium"                       | 루이 종            | 2016년 6월 30일 | 2018년 12월 4일    |
| 5    | "찰리의 작품" "Charlie's Opus"                      | 로렌 사센          | 2016년 6월 30일 | 2018년 12월 3일    |

### 2017년
| 번호 | 제목                                             | 각본 및 스토리보드         | 본 방송 날짜    | 대한민국 공개 날짜 |
| ---- | ------------------------------------------------ | -------------------------- | --------------- | ------------------ |
| 1    | "곰 탑" "Bear Stack"                             | 루이 종                    | 2017년 4월 27일 | 2017년 8월 24일    |
| 2    | "얼음 속 아이스베어" "Frozen Ice"                | 카일러 스피어스            | 2017년 4월 27일 | 2017년 8월 24일    |
| 3    | "가구 조립" "Assembly Required"                  | Sarah Sobole               | 2017년 4월 27일 | 2018년 5월 24일    |
| 4    | "아이스베어의 요리 교실" "Cooking with Ice Bear" | 버트 윤                    | 2017년 4월 27일 | 2018년 5월 24일    |
| 5    | "동굴" "The Cave"                                | 마이키 헬러, 크리스 무카이 | 2017년 4월 27일 | 2017년 8월 24일    |